# アドリアナ・リマ
アドリアナ・フランチェスカ・リマ・ダ・シウヴァ（Adriana Francesca Lima da Silva 、1981年6月12日 - ）は、ブラジル出身のファッションモデル。身長178センチメートル、B86、W61、H89。世界屈指の収入を誇るファッションモデル。

## 来歴

### 系譜
ポータルサイト「アスクメン (en)」によれば、フランス人、ポルトガル人、ネイティブアメリカン、日本人、およびカリブ人の混血。ヴィクトリアズ・シークレット『スイム・スペシャル』のインタビューにおける本人の主張によれば、日本人、黒人、および西インド連邦人（カリビアンの意味）の混血。ブラジル北東部の港湾都市サルヴァドールに生まれ、1987年の6歳のときに父親が蒸発した。

### モデル
小学生時代から地元のミスコンにたびたび出場し優勝するなどしていた。13歳当時、地元のショッピングモールで買い物中にスカウトを受け、15歳時にモデル事務所「フォードモデルズ」主催「スーパーモデル・オブ・ザ・ワールド」ブラジル予選に出場し優勝。さらに同大会世界戦で準優勝。1997年に米国・ニューヨークへ移りモデル事務所のエリート・モデル・マネジメントと契約、ファッションブランド「アナ・スイ」のショーが初仕事となった。
デビューの年となった1997年にさっそく「アンナ・モリナーリ」の広告の仕事とブラジル版マリ・クレール誌の表紙の仕事が舞い込み、「エマニュエル・ウンガロ」や「バルマン」のショーを歩くなどして着々と実績を重ねつつあった1999年頃、その経歴を通して最も著名な仕事相手となってゆく「ヴィクトリアズ・シークレット」との契約を獲得、ほどなくして同ブランドのショーやカタログなどへの登場を開始し、同ブランドの広告塔的なモデルにあたる「エンジェルス」の一員となった。

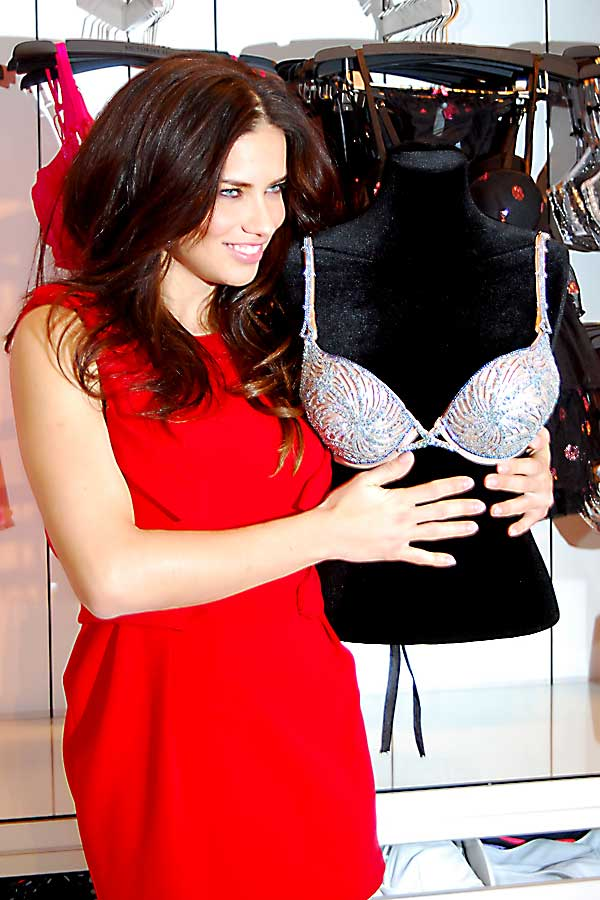
ヴィクトリアズ・シークレットのブラジャーを手に（2010年）

「ラルフ・ローレン」、「ヴェラ・ウォン」、「エンポリオ・アルマーニ」、「フェンディ」、ならびに「ヴァレンティノ」などのブランドのショーを歩いていた2000年頃、ファッションブランド「ゲス」の広告塔へ。それからというもの「ヴィクトリアズ・シークレット」の仕事以外にも、2003年における「メイベリン」との化粧品契約、ならびに2005年におけるイタリアの巨大携帯電話企業「イタリアテレコム」との広告塔契約などが注目を集めた。「メイベリン」においてはスポークスパーソン（スポークスウーマン）に就任し、2009年に至るまで広報活動を継続してゆくこととなる。「イタリアテレコム」関連では“イタリアのキャサリン・ゼタ＝ジョーンズ”として知名度が上昇するに至った。
「ヴィクトリアズ・シークレット」絡みでは、2004年、“エンジェルズ・アクロス・アメリカ”と題されたこのブランドの大規模なツアーにタイラ・バンクス、ハイジ・クラム、ジゼル・ブンチェン、およびアレッサンドラ・アンブロジオの4名とともに参加、全米を巡業することとなった。
2005年は米誌『フォーブス』の調査による「世界で最も稼ぐモデル」の一覧に初登場した年でもあった。それからは、この一覧の常連となり、さらに2007年には雑誌『ピープル』の企画「世界で最も美しい100名」の特集に登場。2008年に出演した米国の国民的スポーツイベントにあたるNFLの優勝決定戦「スーパーボウル」のテレビコマーシャルは1億人以上に視聴されることとなった（のち2012年には公式モデルに起用）。
仕事を続けながらの結婚、妊娠、出産を経て、2009年には「ジバンシィ」の広告塔になる。以後も『ヴォーグ』や『エル』の世界各国版や様々なハイファッションブランドの広告に登場し、2012年からは「ダナ・キャラン」の広告塔にもなった。第二子の出産があったこの年には、タイヤメーカー「ピレリ」の翌年度版カレンダーに初の妊婦としての登場が話題となる。さらにその出産からわずか8週間でのランウェイの現場への復帰が注目を集めた。

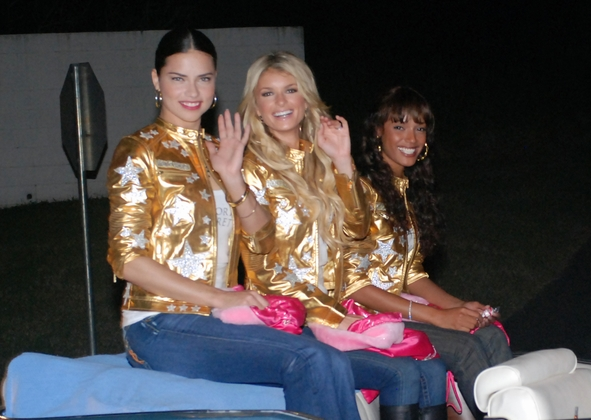
マリサ・ミラー（中）ならびにセリタ・エバンクス（右）とともにビクトリアズ・シークレットのモデルとしてキューバのグアンタナモ米軍基地を慰労に訪れた2007年のリマ

2013年にも様々な下着ブランドをはじめ「ミュウミュウ」や「ダナ・キャラン」など各種ファッションブランドのイメージモデルを務めた。2014年にはスペイン発のファッションブランド「デシグアル」のイメージキャラクター兼広報大使に就任。同ブランド初の広報大使で、スペインをはじめ、フランス、ドイツ、イタリア、オーストリア、ならびにベルギーなどの欧州各国において同ブランドのテレビCMに出演している。同年には「メイベリン」との再契約もあり、スポークスパーソンとして同ブランドの広報活動を再び行ってゆく運びともなった。

## 収入
フォーブス誌の「世界で最も稼ぐモデル」特集に2005年から継続して登場。それによると、2007年の収入はおよそ700万ドルで、2008年の収入はおよそ800万ドル。両年とも、ジゼル・ブンチェン、ハイジ・クラム、およびケイト・モスに次ぐ4位。2009年の収入はおよそ750万ドルで、2010年の収入はおよそ800万ドル（約6億4400万円）、2011年の収入はジゼル・ブンチェン、ケイト・モス、およびナタリア・ヴォディアノヴァに次ぐおよそ730万ドル（約5億円）。2012年はジゼル・ブンチェンとミランダ・カーに次ぐ600万ドルで、2013年はジゼル・ブンチェンに次いでドウツェン・クロースと並ぶ800万ドル（約8億2000万円）。2014年もジゼル・ブンチェンに次ぎ、カーラ・デルヴィーニュと並ぶ900万ドルであった。いわゆる下着モデルとしてはハイジ・クラムに次ぐ世界第2位の稼ぎを有するモデルにあたる（2010年時点）。

## オンラインメディア
| メディア       | リンク                          | 出典   |
| -------------- | ------------------------------- | ------ |
| ツイッター     | 『Adriana Lima (@AdrianaLima)』 | [ 33 ] |
| インスタグラム | 『Adriana Lima (@adrianalima)』 | [ 34 ] |

かねてより各種ソーシャルメディアの配信にも着手しており、2014年（6月）時点で、ツイッターのフォロワー総数140万、グーグル+のフォロワー総数150万、インスタグラムのフォロワー総数220万、フェイスブックの「ファン」の総数540万を計上、これらの総計数は現存するあらゆるモデルのそれを凌ぐ頂点にあたる。ツイッターのフォロワー総数は2015年（2月）時点で182万を計上。インスタグラムのフォロワー総数は同年（6月）時点で510万超を計上している。

## 私生活
ミドルネームは“フランセスカ”(Francesca)。すなわちフルネーム“アドリアナ・フランセスカ・リマ”(Adriana Francesca Lima)。ニューヨーク在住。

### 信仰
敬虔なカトリック教徒。教会のミサに毎週（日曜日）通うという。ランウェイの現場に聖書を持参することなども有名。あわせて、その信仰に関する著名な逸話としてしばしば引用されるものに、公開の場で自ら語った自身の貞操意識についての発言がある。

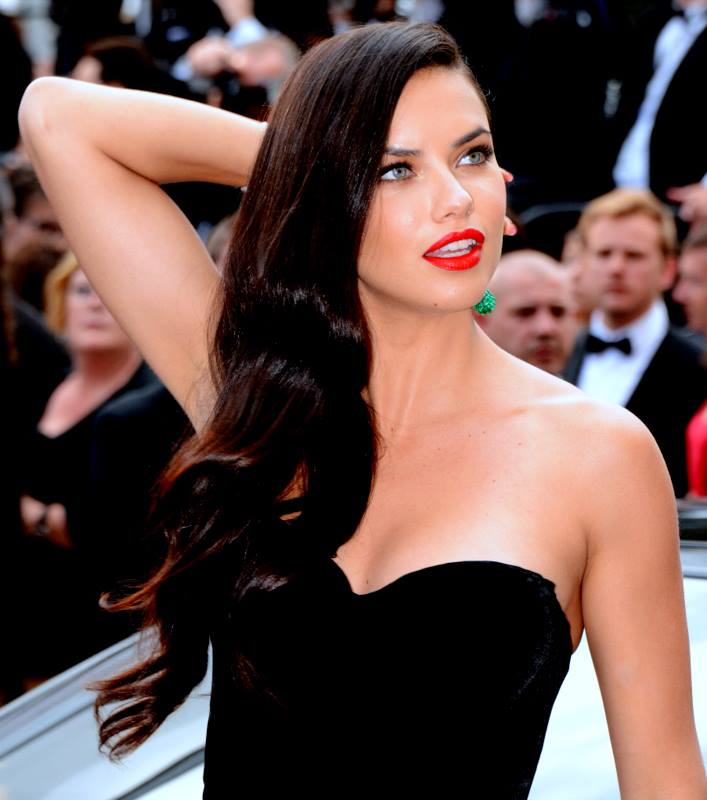
2015年、カンヌ国際映画祭にて。

#### 処女を告白
2006年に受けた雑誌『GQ』のインタビューにて、自身が処女であることを告白。いわゆる婚前交渉の否定にあたる考えを有しており、それも自身の信仰に基づくものと考えられた。いわくそれが自身の「選択」であり、結婚以前の性交渉はありえない、との旨や妊娠中絶反対の旨などを件のインタビューにて断言。そのインタビューが掲載された同号は同誌の同年度最高売り上げを記録。「世界最高に魅惑的な処女」と同誌に称えられた。

### 男女関係
ファーストキスは17歳、その相手となった少年から直後に求婚を受けたという。モデルとなって以後、ミュージシャンのレニー・クラヴィッツと2年間に及ぶ交際を経て破局したのち、ヨーロッパの王族のなかでも屈指の富裕度を誇るリヒテンシュタイン王家の一員にあたるヴェンツェスラウス公子と交際。

#### 結婚
2009年にセルビア出身のNBAプロバスケットボール選手で2歳年上のマルコ・ヤリッチと結婚。出会いは2006年のことで、その2年後の自身27歳の誕生日に婚約。3年間の交際を経ての結婚であった。同年11月に第一子となる女児を出産。そして2012年3月に第二子の妊娠を発表。9月に女児を出産。それからわずか2ヶ月で仕事を再開し、ビクトリアズ・シークレットの馴染みのランウェイに姿を見せた。2014年に離婚を発表。5年間の結婚生活であった。